# Nudnida Luangnam
Nudnida Luangnam (født 27. februar 1987 i Sukhothai, Thailand) er en kvindelig professionel tennisspiller fra Thailand. 
Nudnida Luangnam højeste rangering på WTA single rangliste var som nummer 200, hvilket hun opnåede 4. juli 2011. I double er den bedste placering nummer 557, hvilket blev opnået 20. juni 2005. 